# Andrew Cuomo
Andrew Mark Cuomo (phát âm /ˈkwoʊmoʊ/; sinh ngày 6 tháng 12 năm 1957) là thống đốc thứ 56 sắp mãn nhiệm của tiểu bang New York, Hoa Kỳ. Ông bắt đầu giữ chức vụ này từ ngày 1 tháng 1 năm 2011. Ông từng là Tổng chưởng lý thứ 64 của bang New York và là Bộ trưởng Nhà ở và Phát triển đô thị thứ 11 của Hoa Kỳ dưới thời tổng thống Bill Clinton. Cuomo sinh ra tại Queens, New York, là con trai của Mario Cuomo, thống đốc thứ 52 của tiểu bang New York.
Kể từ cuối năm 2020, Cuomo đã phải đối mặt với các cáo buộc quấy rối tình dục. Một cuộc điều tra do Tổng chưởng lý New York Letitia James ủy quyền đã báo cáo vào tháng 8 năm 2021 rằng Cuomo đã quấy rối tình dục 11 phụ nữ trong thời gian tại vị, và Cuomo sẽ phải đối mặt với các cuộc điều tra hình sự vì những cáo buộc này.  Vào ngày 10 tháng 8 năm 2021, ông tuyên bố sẽ từ chức thống đốc New York, dự kiến vào ngày vào ngày 24 tháng 8. Phó Thống đốc Kathy Hochul sẽ trở thành người kế vị đương nhiên của ông, phục vụ cho đến hết nhiệm kì hiện tại của Cuomo, và sẽ trở thành nữ thống đốc đầu tiên của New York.

## Tiểu sử
Cuomo sinh ở Queens, New York, con trai cả của Mario Cuomo, người Mỹ gốc Ý đầu tiên được bầu làm thống đốc New York, và Matilda Raffa, con gái của Charlie Raffa. Ông là anh trai của phóng viên ABC News Chris Cuomo.
Cuomo tốt nghiệp Archbishop Molloy High School năm 1975. Ông tốt nghiệp đại học Fordham năm 1979 và trường luật Albany năm 1982. Là đảng viên của Đảng Dân chủ Hoa Kỳ, ông đã là trợ thủ hàng đầu của cha mình trong chiến dịch tranh cử chức thống đốc năm 1982. Sau đó ông đã gia nhập đội ngũ nhân viên của thống đốc với cương vị là một trong các cố vấn chính sách hàng đầu của cha mình, kiếm 1 đô la Mỹ một năm. 
Từ năm 1984 đến năm 1985, ông là phó chưởng lý một khu vực bầu cử của New York. Có thời gian ngắn ông làm tai hãng luật Blutrich, Falcone & Miller. Ông đã thành lập Housing Enterprise for the Less Privileged (HELP) (Công ty Nhà ở cho những người kém đặc quyền) năm 1986 và rời hãng luật để làm toàn thời gian cho HELP vào năm 1988. Từ năm 1990 đến 1993, trong thời kỳ lãnh đạo của thị trưởng Thành phố New York David Dinkins, Cuomo giữ chức Chủ tịch Ủy ban vô gia cư Thành phố New York, ủy ban chuyên về phát triển chính sách đối với vấn đề vô gia cư trong thành phố và phát triển thêm các lựa chọn nhà ở.
Năm 2006, Cuomo được bầu làm Tổng chưởng lý New York. Ông chiến thắng trong cuộc bầu cử với tư cách là Thống đốc New York năm 2010 và đã được tái đắc cử hai lần sau khi giành chiến thắng trong cuộc bầu cử sơ bộ trước những người thách đấu tự do Zephyr Dạyout (2014) và Cynthia Nixon (2018). Trong thời gian cai trị, Cuomo giám sát việc thông qua luật hợp pháp hóa hôn nhân đồng giới ở New York; thành lập Liên minh Khí hậu Hoa Kỳ, một nhóm các bang cam kết chống biến đổi khí hậu bằng cách tuân theo các điều khoản của Hiệp định Khí hậu Paris; thông qua luật kiểm soát súng nghiêm ngặt nhất ở Hoa Kỳ; Mở rộng Trợ cấp y tế; một mã số thuế mới làm tăng thuế cho những người giàu có và giảm thuế cho tầng lớp trung lưu; việc nghỉ phép gia đình có lương; tăng lương tối thiểu; lương bình đẳng; và pháp luật hợp pháp hóa cần sa y tế.
Vào ngày 1 tháng 2 năm 2020, Thống đốc Andrew Cuomo của tiểu bang New York quyết định đổi tên Công viên sông Đông ở Brooklyn thành Công viên Marsha P. Johnson (Marsha P. Johnson State Park) để vinh danh Johnson. Đây sẽ là công viên tiểu bang New York đầu tiên được đặt theo tên của một người LGBT.